# 빌 브래들리
윌리엄 워런 "빌" 브래들리(영어: William Warren "Bill" Bradley, 1943년 7월 28일 ~ )는 미국의 정치인이다. 정치에 입문하기 전에는 농구 선수로 활약한 경력이 있다.
미주리주 세인트루이스 부근의 크리스털시티에서 태어났다. 고교 시절 농구 선수로 두각을 나타내어 듀크 대학교에 장학금을 받고 입학했다가 프린스턴 대학교로 옮겼다. 프린스턴 대학교 농구부에서 활약하며 NCAA 대학 농구의 유명한 선수가 되었고, 1964년 도쿄 올림픽에 미국 대표로 출전, 금메달을 획득했다. 1965년 NCAA 대학 농구 최우수 선수로 선정되었다. 한편 로즈 장학금을 받아 영국 옥스퍼드 대학교로 유학을 다녀오기도 했다. 대학 졸업 후 1967년, NBA의 뉴욕 닉스에 입단하여 포워드에서 활약했으며, 1970년과 1973년 닉스가 우승할 때 주역이었다. 1977년까지 닉스에서 주요 멤버로 활동했고, 그의 등번호 24번은 닉스의 영구 결번으로 등록되었으며, 1983년 농구 명예의 전당에 올랐다. 이러한 인기를 바탕으로 평소에 민권 법안에 관심이 많던 그는 정치에 도전, 1978년 민주당 소속으로 뉴저지주에서 연방 상원의원 선거에 출마하여 당선되었다. 그 다음해부터 1995년까지 재직하고 은퇴하였다. 2000년 대통령 선거 출마를 선언하였으며, 민주당 예비선거에서 앨 고어 후보를 위협하는 후보로 초반에 큰 주목을 받았으나 대세를 꺾지 못했다.

## 역대 선거 결과
| 선거명      | 직책명                  | 대수  | 정당   | 득표율 | 득표수      | 결과 | 당락                   |
| ----------- | ----------------------- | ----- | ------ | ------ | ----------- | ---- | ---------------------- |
| 1978년 선거 | 상원의원 (뉴저지 제2부) | 96대  | 민주당 | 55.32% | 1,082,960표 | 1위  | 뉴저지주 상원의원 당선 |
| 1984년 선거 | 상원의원 (뉴저지 제2부) | 99대  | 민주당 | 64.16% | 1,986,644표 | 1위  | 뉴저지주 상원의원 당선 |
| 1990년 선거 | 상원의원 (뉴저지 제2부) | 102대 | 민주당 | 50.44% | 977,810표   | 1위  | 뉴저지주 상원의원 당선 |